# Sam Stourdzé
Sam Stourdzé (né le 3 février 1973 à Paris) est un commissaire d'exposition et spécialiste français de la photographie.
Après avoir pris la direction du Musée de l'Élysée à Lausanne en 2010, puis des Rencontres d'Arles en 2014, il est directeur de l'Académie de France à Rome depuis 2020.

## Biographie
Fils du sociologue Yves Stourdzé, Sam Stourdzé étudie l'économie et l'histoire de l'art à université Paris-Sorbonne, puis il part perfectionner son anglais à l'université de Californie à Berkeley au début des années 1990 où il découvre la photographie. En 2007-2008, il est pensionnaire de la Villa Médicis–Académie de France à Rome dans la section cinéma.
En 1993, à vingt ans, il commence à monter des expositions en indépendant, s’occupant aussi bien du travail documentaire et scénographie que de la recherche de fonds.
Il dirige dès 1996 NBC Photographie. Il est le commissaire général des expositions de photographie des Rendez-vous de l'histoire de Blois ainsi que commissaire de la rétrospective Dorothea Lange (1997), des expositions « Louis Robert, L’alchimie des images » (1999), « Tina Modotti et la renaissance mexicaine » (2000), ou encore « Léon Levinstein, Obsession » (2001).
Il dirige la collection « beaux livres » aux éditions Léo Scheer. À la même époque, il crée en compagnie de Claude Berri, Nathalie Rheims et Léo Scheer, l'espace d'exposition 14/16 Verneuil.
On lui doit l'exposition « Charlie Chaplin et les images », présentée en 2005 au Jeu de paume, puis au musée de l’Élysée de Lausanne.
En 2009, il organise et produit l’exposition « Fellini, la Grande Parade » et initie la première rétrospective intégrale des films du cinéaste à la Cinémathèque française. L'exposition circulera dans plus de 20 lieux à travers le monde.
De 2010 à 2014, Sam Stourdzé est directeur du musée de l'Élysée à Lausanne 
À l’Élysée, il relance la Nuit des images,, grand événement populaire et festif, lance le magazine Else et le prix Élysée doté de 80 000 francs suisse, crée un café et une grande librairie dont le design est confié à l’architecte Jean Gilles Decosterd. Il insère une dose d’événementiel dans le monde muséal.
Sous sa direction, les fonds photographiques de Charlie Chaplin, Gilles Caron, Marcel Imsand et René Burri entrent dans les collections de l’institution.
Il est nommé directeur des Rencontres d'Arles le 16 avril 2014. Sa nomination est entrée en vigueur à l'issue des Rencontres 2014. Depuis cette date, la fréquentation a progressé de près de 75 % en cinq ans, passant de 84 000 visiteurs à 145 000 et atteignant 1 400 000 entrées dans les expositions.
En quelques années, Sam Stourdzé a favorisé le décloisonnement des disciplines faisant dialoguer photographie et art contemporain, enchaînant les projets avec Christian Marclay, Maurizio Cattelan, Jean Dubuffet, Adel Abdessemed… ; photographie et musique (Matthieu Chedid, Rodolphe Burger…) ; photographie et littérature (Marie Darrieussecq, Christophe Fiat, Maylis de Kerangal…) 
En 2015, il initie un rapprochement avec Three Shadows, l’institution pékinoise, pour créer un festival de photographie à Xiamen, Chine, le Jimei Arles International Photo Festival,. En 2018, il fait partie de la délégation qui accompagne le président Emmanuel Macron en Chine. La coopération franco-chinoise du festival est citée comme un exemple de coopération réussie.
En 2016, à la demande de Xavier Bertrand, président de la région Hauts-de-France, les Rencontres d’Arles conçoivent une nouvelle institution consacrée à la photographie et complémentaire. En 2018, Xavier Bertrand et Martine Aubry annoncent que le nouvel Institut pour la photographie sera installé au centre de Lille dans les locaux de l’ancien lycée Lalo. Les Rencontres d’Arles en sont membre fondateur aux côtés de la région Hauts-de-France.
En 2017, agnès b. demande à Sam Stourdzé d’être le commissaire de la première exposition de sa collection à Paris, au musée national de l'histoire de l'immigration. L’exposition « Vivre ! » fait dialoguer les œuvres de la collectionneuse avec la collection contemporaine du musée. On y retrouve entre autres, Kader Attia, Annette Messager, Chéri Samba, Claire Tabouret, Djamel Tatah, Alan Vega…
En 2017, la ministre de la Culture Françoise Nyssen confie à Sam Stourdzé une mission sur la conservation et la valorisation des fonds photographiques patrimoniaux. Un rapport est remis à la ministre le 11 juin 2018 insistant sur l’urgence de conserver les fonds photographes français les plus importants, au risque de les voir partir à l’étranger
En 2019, il est commissaire de l’exposition « Charlie Chaplin et la musique » à la Philharmonie de Paris.
Du 1er juillet au 22 septembre 2019, il organise avec l'éditeur belge Ronny Gobyn et l'équipe de l'Institut d'histoire sociale Amsab l'exposition itinérante VARIÉTÉS, revue d'avant-garde: Berenice Abbott, Florence Henri, Germaine Krull... La collection de l'Amsab révélée, dans le cadre des Rencontres de la photographie d'Arles à la chapelle Saint-Martin-du-Méjan.
En mars 2020, il est proposé comme directeur de l'Académie de France à Rome . Nommé par décret en août, il entre en fonction le 1er septembre.

## Distinctions
- Chevalier de l'ordre national du Mérite (2020)
- Officier de l'ordre des Arts et des Lettres (2021)